# Eublemma olivaceagrisea
Eublemma olivaceagrisea là một loài bướm đêm trong họ Erebidae.